# Perugia Calcio 2008-2009
Questa voce raccoglie le informazioni riguardanti il Perugia Calcio nelle competizioni ufficiali della stagione 2008-2009.

## Stagione
Al termine della precedente stagione, la famiglia Silvestrini aveva deciso di cedere la proprietà del club umbro. Il 10 luglio 2008 la società – che intanto è stata ammessa al torneo di Prima Divisione della nuova Lega Pro – viene quindi acquistata dall'imprenditore perugino Leonardo Covarelli, reduce da tre annate alla testa del Pisa.
Il tecnico prescelto dalla nuova dirigenza è Paolo Indiani (già allenatore per breve tempo nell'estate 2005, senza tuttavia esordire ufficialmente), ma dopo due sole gare di Coppa Italia e prima dell'avvio del campionato, il 26 agosto si arriva a una rescissione consensuale del contratto tra le parti. Al suo posto viene chiamato Giovanni Pagliari, ex bomber del Perugia negli anni 1980.
Dopo una vittoria alla prima giornata, i grifoni subiscono tre sconfitte consecutive che portano, il 22 settembre, all'esonero di Pagliari e all'arrivo sulla panchina biancorossa di Maurizio Sarri. Il tecnico toscano, dopo un discreto avvio e un filotto di sette partite utili, nei turni successivi non riesce tuttavia a tornare alla vittoria; in seguito alla sconfitta di Gallipoli del 15 febbraio 2009 (1-4) viene esonerato il giorno stesso da Covarelli, che richiama Pagliari. L'allenatore di Tolentino riesce, seppur con fatica, a trascinare i perugini verso la salvezza, ottenuta all'ultima giornata con la vittoria sulla Virtus Lanciano, condannando proprio gli abruzzesi agli spareggi play-out.
Discreti, infine, i due cammini in Coppa Italia maggiore e di categoria, dove i grifoni si spingono, rispettivamente, fino al secondo e terzo turno.

## Rosa
| N. |                      | Ruolo | Calciatore             |
| -- | -------------------- | ----- | ---------------------- |
|    | Italia (bandiera)    | P     | Massimiliano Benassi   |
|    | Italia (bandiera)    | P     | Emanuele Bianchi       |
|    | Italia (bandiera)    | P     | Juri De Marco          |
|    | Italia (bandiera)    | D     | Salvatore Accursi      |
|    | Italia (bandiera)    | D     | Mirko Barbagli         |
|    | Italia (bandiera)    | D     | Simone Calori          |
|    | Italia (bandiera)    | D     | Luca Ceppitelli        |
|    | Italia (bandiera)    | D     | Mirko Cudini           |
|    | Italia (bandiera)    | D     | Alessio D'Andrea       |
|    | Italia (bandiera)    | D     | Filippo Di Stani       |
|    | Italia (bandiera)    | D     | Michelangelo Minieri   |
|    | Italia (bandiera)    | D     | Nicola Carlo Pagani    |
|    | Argentina (bandiera) | D     | Diego Gabriel Raimondi |
|    | Italia (bandiera)    | D     | Orlando Urbano         |
|    | Italia (bandiera)    | D     | Alessandro Zoppetti    |
|    | Italia (bandiera)    | C     | Aniello Cutolo         |
|    | Italia (bandiera)    | C     | Carmelo Cucciniello    |

| N. |                        | Ruolo | Calciatore                 |
| -- | ---------------------- | ----- | -------------------------- |
|    | Italia (bandiera)      | C     | Pietro De Giorgio          |
|    | Italia (bandiera)      | C     | Fabio Gatti                |
|    | Italia (bandiera)      | C     | Gianmarco Giuliacci        |
|    | Italia (bandiera)      | C     | Gabriele Goretti           |
|    | Brasile (bandiera)     | C     | Adriano Sartorio Mezavilla |
|    | Italia (bandiera)      | C     | Giovanni Passiglia         |
|    | Italia (bandiera)      | C     | Nicola Pizzola             |
|    | Italia (bandiera)      | C     | Orazio Russo               |
|    | Italia (bandiera)      | C     | Alessio Stamilla           |
|    | Italia (bandiera)      | A     | Gianni Califano            |
|    | Italia (bandiera)      | A     | Alessio Campagnacci        |
|    | Italia (bandiera)      | A     | Umberto Del Core           |
|    | Italia (bandiera)      | A     | Sergio Ercolano            |
|    | Italia (bandiera)      | A     | Andrea Federici            |
|    | Stati Uniti (bandiera) | A     | Gabriel Ferrari            |
|    | Italia (bandiera)      | A     | Fabio Mazzeo               |
|    | Italia (bandiera)      | A     | Denis Maccan               |